# Jiří Hron
Jiří Hron, vlastním jménem Jiří Michálek, (18. dubna 1904 Vršovice – 12. listopadu 1977 Praha-Vinohrady) byl český filmový herec.

## Život
Narodil se ve Vršovicích u Prahy jako Jiří Michálek, do rodiny Josefa Michálka a Terezie Michálkové, rozené Kučerové. Do rodiny patřila ještě jeho mladší sestra Marie (1906) provdaná Příhouská. Po roce 1945 byl zaměstnán jako horník, až do odchodu do důchodu. Zůstal svobodný a bezdětný a celý život žil v bytě na Vinohradech se svou matkou, která v polovině 60. let jako 90letá zemřela. Společně s ní je pochován na Vinohradském hřbitově.

## Kariéra
Jediné zjištěné divadelní angažmá, byl v divadle v Kladně, kde hrál na konci 20. let 20. století. Pro jeho líbivý vzhled ho pro film našli režiséři Rudolf Měšťák a Ferry Seidl a obsadili ho do velké role v jejich filmu Lešetínský kovář (1924). Od té doby, až do konce němé éry filmu, patřil mezi nejobsazovanější filmové milovníky. Natočil 29 němých filmů, a ve většině to byly velké role, jako například prof. Beránek v Jedenáctém přikázání (1925), jednoročák Marek v Dobrém vojáku Švejkovi (1926), úředník Vejvara v komedii Otec Kondelík a ženich Vejvara (1926), Michal Luhovský ve filmu Nemodlenec (1927), šofér Pavel v komedii Švejk v civilu (1927), Václav Zelenka v melodramatu Známosti z ulice (1928), inženýr Vláďa Skružný v komedii Pražské švadlenky (1929), Karel Sezima zamilovaný do mlynářovy dcery Aničky (Nora Ferry) v komedii Z českých mlýnů (1929). Po třech letech si opět zahrál úředníka Vejvaru, v pokračování filmu s názvem Tchán Kondelík a zeť Vejvara (1929), hrál Jana v české verzi němého filmu Opeřené stíny (1930), zahrál si i ve francouzské verzi tohoto filmu, ale již jen menší roli. Poslední velkou, přímo titulní, roli v němém filmu si zahrál v roce 1930 – film se jmenoval Vendelínův očistec a ráj a Hron zde hrál úředníka Vendelína Hroma, prožívajícího lásku k mladé Amálce Žemličkové (Máňa Ženíšková).
Kromě těchto velkých rolí v němých filmech si zahrál i různé epizodky mladíků, nápadníků apod. nebo například ve filmu Gustava Machatého Erotikon (1929) muže na poště.
S příchodem zvukového filmu dál sice hrál (v letech 1930 až 1940 si zahrál v 78 filmech), ale velikost jeho rolí se zmenšila na pouhé epizodky, mnohdy ani ve filmu nepromluvil. (Bylo to způsobeno tím, že nebyl nijak školený a jen těžko by se učil větším textům.) Přesto však má v tomto dlouhém období alespoň 8 filmů, v nichž mu režiséři nabídli velké role – ve známém filmu s Vlastou Burianem C. a k. polní maršálek (1930) hrál Burianova synovce Rudiho Eberleho, ve filmu Svět bez hranic (1931) hrál hlavní roli vynálezce Ondřeje Lineckého, zbrojnoše Vítka si zahrál ve filmu Vězeň na Bezdězi (1932), medika Karla Malého si zahrál ve filmu Mámino srdce (1933), zamilovaného úředníka Kosteckého si střihl v melodramatu Pozdní láska (1935), ve větší roli redaktora Růžičky, ucházejícího se o Stáňu (Věra Ferbasová), se objevil ve filmu Jedna z milionu (1935), řidiče Kvapila si zahrál v Krbu bez ohně (1937), kominíka ve filmu Roberta Landa Panenka (1938), poslední velkou roli nešťastně zamilovaného Zdenka si zahrál ve filmu Cikánská láska (1938).
V roce 1940 si ve svých 36 letech zahrál naposled a již se nikdy do filmového světa nevrátil. Celkem za 16letou filmovou kariéru natočil 107 filmů. I v období filmové kariéry ale vykonával nezjištěné civilní povolání.
Zemřel roku 1977. Pohřben byl na Vinohradském hřbitově.